# 압밀
압밀(壓密, consolidation)은 포화된 점토층이 하중을 받음으로써 오랜 시간에 걸쳐 간극수가 빠져나감과 동시에 침하가 발생하는 현상을 일컫는다. 따라서 압밀과정은 침강과 시간의 측면에서 토양의 압축성과 투수성에 의존한다.
흙은 흙 입자와, 물과 공기 등의 간극(void)으로 이루어져 있는데, 흙 입자와 물 자체의 압축성은 미소하므로 흙의 부피 변화는 주로 간극의 부피 변화이다. 모래와 같이 큰 입자로 된 흙은 간극 속의 물과 공기가 쉽게 빠져나갈 수 있어 외부하중으로 인한 부피 변화도 빠른 속도로 일어나나, 투수계수가 낮은 포화된 점토층의 경우 간극수가 빠져나가는 속도가 매우 느리므로 토층의 부피 변화 속도도 느리게 일어난다. 이러한 현상을 압밀이라고 한다.

## 압밀의 이론
포화된 점토층에 하중이 가해지면 순간적으로 과잉 간극수압이 유발된다. 자연 상태의 포화 점토 간극수압(정수압)을 초과하여 발생하는 수압이라는 의미에서 '과잉간극수압'이라고 한다. 이로 인해 점토층의 배수면에 수두차가 발생하여 간극수가 흘러나가게 되어 침하가 발생하며, 과잉간극수압이 소산되는 동시에 흙 입자에 작용하는 유효응력이 증가하게 된다. '소산된다'의 의미는 간극수압이 자연상태 간극수압으로 돌아간다는 것을 의미한다. 투수계수가 낮은 점토층의 경우에는 간극수의 유속이 느리므로, 이러한 침하도 오랜 시간에 걸쳐 발생한다.

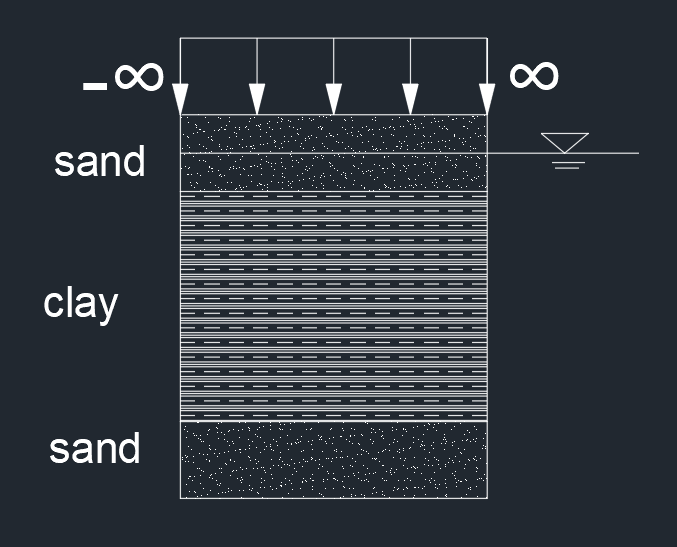
무한등분포하중 양면배수조건

하중과 배수 조건에 따라 흙의 전응력, 유효응력, 과잉간극수압의 변화 양상이 다르다. 예를 들어 가운데 점토층이 있고 위아래가 모래층이 있는 포화 점토층에 무한 등분포하중이 작용한다고 하면, 점토층의 횡방향 변위는 없고(즉시침하가 없음) 압밀침하만 일어난다.

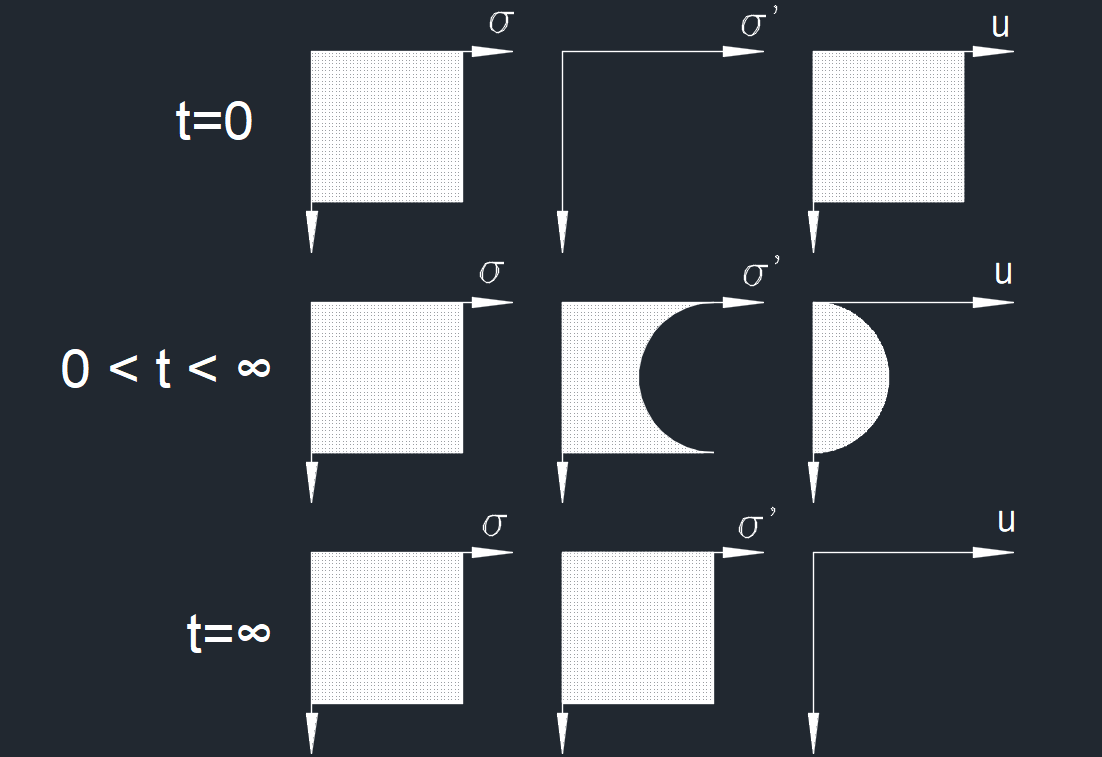
무한등분포하중 압밀 시 응력변화

하중이 작용하는 순간(t=0)은 물이 모든 응력을 받는다. 따라서 유효응력은 0이다. 시간이 지나면서(0 < t < ∞) 과잉간극수압이 소산되고 흙이 응력을 받기 시작한다. 이때 점토층 위아래가 모래이므로 물은 위아래로 모두 배수된다. 따라서 점토층의 위아랫면부터 과잉간극수압이 소산되어 u=0이 되고, 점토층 중앙은 상대적으로 과잉간극수압이 천천히 빠지게 된다. 전응력은 항상 변하지 않고 과잉간극수압과 유효응력의 합과 같다. 압밀이 완료되고 나면(t=∞) 과잉간극수압은 모두 소산되어 u=0이고 모든 응력은 흙 입자가 받아 유효응력이 전응력과 같게 된다.(σ'=σ)

### 스프링 유사법
압밀 과정을 단순화하여 직관적으로 이해할 수 있도록 스프링 유사법이 이용된다.

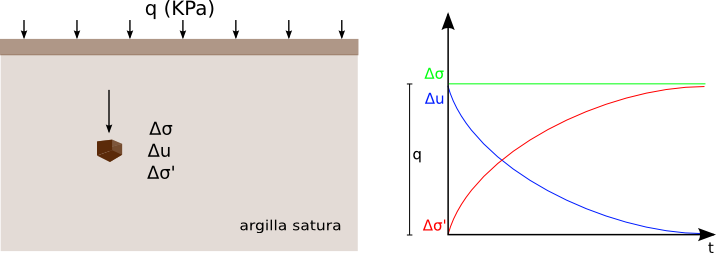
시간에 따른 전응력 σ, 유효응력 σ', 공극수압 u의 변화. 압밀이 진행될수록 공극수압 u는 감소하고 그에 따라 유효응력은 σ'은 증가하며, 전응력 σ는 일정

1. 배수 구멍이 막혀 있는 덮개와 내부에 스프링이 장착되어 있는 용기에 물이 완전히 채워져 있다. 이 상태에서 스프링은 압축 또는 인장되지 않은 상태이다. 이 상태는, 추가 하중이 가해지지 않은 완전히 포화된 점토층과 유사하다.
2. 물의 압축성을 무시하므로, 외부에서 추가 하중이 가해지면 모든 하중을 물이 받으므로 스프링에는 아무런 하중이 전달되지 않는다. 이 상태는, 외부에서 추가 하중이 가해진 직후의 점토층과 유사하다.
3. 배수 구멍을 개방하면, 물이 점차 빠져나가면서 스프링이 압축된다. 따라서 물이 부담하는 하중은 줄어들며, 스프링에 가해지는 하중은 늘어난다. 점토층에서 과잉 간극수압이 소산되며 압밀이 일어나는 과정과 유사하다.
4. 압밀이 완료되면 물은 더 이상 빠져나가지 않는다. 이때 모든 추가 하중은 스프링이 부담하며, 스프링의 압축량 또한 최대가 된다. 1차 압밀이 완료된 점토층의 상태와 유사하다.

붉은 선은 초기에 하중을 재하하여 압밀할 때의 유효응력-공극비 변화, 연두색 선은 하중을 제거하여 유효응력이 감소하면서 공극비가 커지는 것을 나타내는 선이다.
하중을 재하했다가, 제거한 뒤 다시 재하하면 파란 선과 같은 곡선이 나타난다.

## 테르자기의 1차원 압밀 이론

### 가정 사항
- 테르자기(Terzaghi, 1943)는 압밀이론을 유도함에 있어서 아래와 같은 가정을 하였다.

1. 흙은 균질(Homogeneous)하다.
2. 흙 입자 사이의 공극은 완전히 포화(Saturated)되어 있다.
3. 흙 입자와 물의 압축성은 무시한다.
4. 흙 속의 물의 이동은 다르시의 법칙(Darcy's Law)을 따른다.
5. 압력의 크기에 관계없이 투수 계수는 일정하다.
6. 흙의 압축은 1차원 연직 방향으로만 발생하며, 횡방향의 변위는 구속되어 있다.
7. 물의 흐름은 1차원 연직 방향으로만 일어난다.
8. 간극비는 유효응력 증가에 반비례하여 감소한다.
9. 미소 흙요소의 거동은 흙이 받는 압력의 크기에 관계없이 일정하다.
10. 2차 압밀(secondary consolidation)은 무시한다.

- 테르자기 기본가정의 문제점 및 보완방법

압밀이론의 근거가 되는 테르자기의 기본가정은 실제지반의 거동과는 차이가 있기 때문에 이론적 해석결과와 실제 지반의 거동사이에는 오차가 발생한다. 발생하는 오차는 일반적으로 침하량 산정 보다는 침하속도와 관련하여 더 크게 발생하는 경향이 있다. 설계에 있어서 2차압밀을 고려한 해석, 다차원 압밀이론을 활용한 해석 및 수치해석등을 활용하여 설계하고, 시공시 정밀한 계측을 통해 이론적 해석결과와 실제 지반의 거동의 차이점에 대한 대비책을 마련하여야 한다.

### 기본 미분 방정식
가정을 만족하는 토체 내부의 임의의 한 흙 요소에 대해 연속성을 고려하면 다음과 같은 미분 방정식을 유도할 수 있다.
{\displaystyle {\begin{aligned}{\frac {\partial u_{e}}{\partial t}}&={\frac {k}{\gamma _{w}m_{v}}}{\frac {\partial {}^{2}u_{e}}{\partial z^{2}}}\\&=c_{v}{\frac {\partial {}^{2}u_{e}}{\partial z^{2}}}\\\end{aligned}}}
여기서
- {\displaystyle u_{e}}: 과잉 간극수압
- {\displaystyle t}: 시간
- {\displaystyle z}: 흐름과 압축이 일어나는 방향
- {\displaystyle k}: 투수 계수
- {\displaystyle m_{v}}: 체적압축계수
- {\displaystyle \gamma _{w}}: 물의 단위중량
- {\displaystyle c_{v}}: 압밀계수(coefficient of consolidation)로 차원은 [길이]2[시간]-1

### 미분 방정식의 해
기본 미분 방정식의 풀이를 위해, 상하면에 모래층이 있어 양면 배수가 되는 점토층의 두께가 2H이고, 초기 과잉 간극수압의 분포는 깊이에 따라 일정하며, 다음과 같은 초기 조건과 경계 조건을 만족한다고 하자.
- {\displaystyle t=0} 일 때 {\displaystyle u_{e}=u_{i}} (여기서 {\displaystyle u_{i}}는 초기 과잉간극 수압)
- {\displaystyle z=0} 및 {\displaystyle z=2H}에서 {\displaystyle u_{e}=0}

이때, 미분방정식의 해는 다음과 같다.
{\displaystyle u_{e}=\sum _{m=0}^{\infty }{{\frac {4u_{i}}{\pi \left(2m+1\right)}}\sin \left({{\frac {\pi }{2}}\left(2m+1\right){\frac {z}{H}}}\right)e^{-{\frac {\pi }{2}}\left(2m+1\right)^{2}T_{v}}}}
여기서
- {\displaystyle u_{e}}: 과잉 간극수압, {\displaystyle u_{i}}: 초기 과잉 간극수압
- {\displaystyle m}: 정수
- {\displaystyle H}: 배수 거리
- {\displaystyle z}: 점토층 하단으로부터의 수직 거리[7]
- {\displaystyle T_{v}={\frac {c_{v}t}{H^{2}}}}: 시간 계수

#### 압밀계수의 결정
1차원 압밀 기본 미분방정식에는 압밀계수(coefficient of consolidation; {\displaystyle c_{v}})가 포함되어 있다. 압밀계수는 압밀 시험의 각 하중 단계에서, 시간에 따른 토층의 압축량으로부터 계산한다.
{\displaystyle c_{v}={\frac {k}{m_{v}\gamma _{w}}}={\frac {k(1+e_{0})}{a_{v}\gamma _{w}}}={\frac {T_{v}\cdot H^{2}}{t}}}
- k : 투수 계수, {\displaystyle T_{v}}: 시간 계수, {\displaystyle a_{v}} : 압축 계수, t : 압밀 시간, {\displaystyle m_{v}} : 체적 변화 계수, e0 : 초기 공극비[8]

대한민국 국가 표준에는 {\displaystyle \log t} 방법 또는 {\displaystyle {\sqrt {t}}} 방법을 사용하도록 되어 있다.

##### 압축 계수
압축계수(coefficient of compressibility)
{\displaystyle a_{v}={\frac {e_{1}-e_{2}}{{\sigma _{2}}'-{\sigma _{1}}'}}=-{\frac {\Delta e}{\Delta \sigma }}}

##### 체적 변화 계수
체적 변화 계수(coefficient of volume compressibility; {\displaystyle m_{v}})는 압력의 증가에 대한 시료 체적의 감소 비율로 시료의 높이 변화로 표시한다. 체적압축계수(coefficient of volume change), 체적 변화율이라고도 한다.
{\displaystyle {\begin{aligned}m_{v}&={\frac {\frac {\Delta V_{v}}{V}}{\Delta \sigma }}={\frac {\Delta V_{v}}{V}}\cdot {\frac {1}{\Delta \sigma }}={\frac {e_{1}-e_{2}}{1+e_{0}}}\cdot {\frac {1}{{\sigma _{2}}'-{\sigma _{1}}'}}\\&={\frac {1}{1+e_{0}}}\cdot {\frac {e_{1}-e_{2}}{{\sigma _{2}}'-{\sigma _{1}}'}}={\frac {a_{v}}{1+e_{0}}}\\\end{aligned}}}
- {\displaystyle a_{v}} : 압축 계수, {\displaystyle e_{0}}: 초기 간극비, {\displaystyle e_{1}}: {\displaystyle {\sigma _{1}}'}에서 간극비, e2: {\displaystyle {\sigma _{2}}'}에서 간극비

##### log t 방법

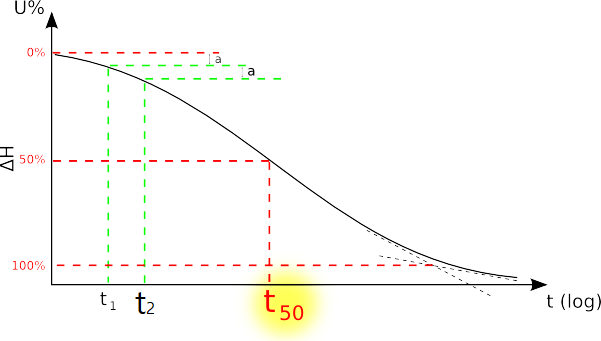
Log t 방법

A. Casagrande에 의해 제안된 방법. 각 하중 단계마다 다이얼 게이지 눈금값(압밀 침하량)은 세로축에, 가로축에는 log t를 잡아 그래프를 그린다. 1차 압밀 직선부와 2차 압밀 직선부를 연장하여 교차하는 점이 100%압밀된 점 d100이다. t1을 1분 정도로 하고, t2=4t1이 되게 할 때, 두 점 사이의 침하량 차이는 a라고 한다. t1의 침하량에서 a만큼 더하면 압밀도 0%인 점 d0이다. {\displaystyle {\frac {d_{0}+d_{100}}{2}}=d_{50}}에서 수평선을 그려서 그래프와 만나는 점에 해당하는 가로축의 시간을 압밀이 50% 진행된 시간 {\displaystyle t_{50}}이라 한다.
{\displaystyle c_{v}={\frac {T_{50}\cdot H^{2}}{t_{50}}}={\frac {0.196H^{2}}{t_{50}}}}
- H: 최대 배수거리[15]
- {\displaystyle t_{50}} : 압밀도 50%에 이르는 시간
- {\displaystyle T_{50}} : 압밀도 50%에 대한 시간계수 0.196

##### t{\displaystyle {\sqrt {t}}}방법

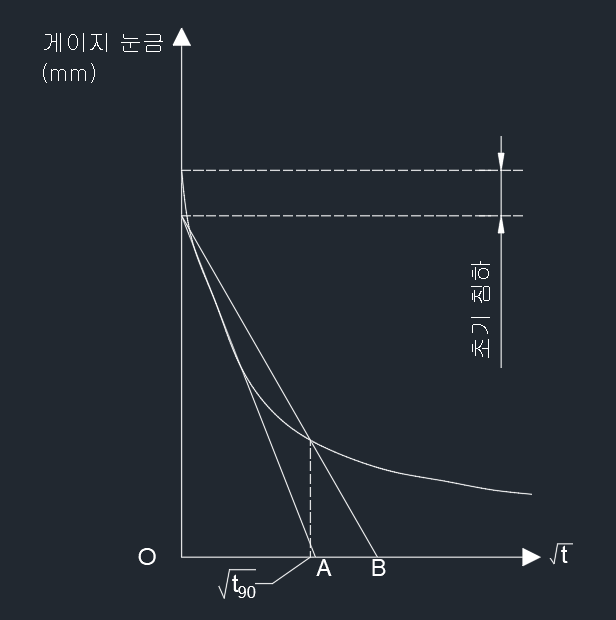
Root t 방법

Taylor에 의해 제안된 방법. 가로축을 {\displaystyle {\sqrt {t}}}로 하여 그래프를 그린다. 곡선의 직선 부분 기울기의 1.15배({\displaystyle 1.15{\overline {OA}}={\overline {OB}}})로 그린 직선과 곡선이 만나는 점이 압밀도 90%에 해당한다. 여기의 가로축 값이 {\displaystyle {\sqrt {t_{90}}}}이고 이 값을 제곱하면 t90을 얻을 수 있다.
{\displaystyle c_{v}={\frac {T_{90}\cdot H^{2}}{t_{90}}}={\frac {0.848H^{2}}{t_{90}}}}
- H: 최대 배수거리[15]
- {\displaystyle t_{90}} : 압밀도 90%에 이르는 시간
- {\displaystyle T_{90}} : 압밀도 90%에 대한 시간계수 0.848

### 압밀도와 평균 압밀도
특정한 점에서, 특정 시간의 압밀 정도를 무차원(혹은 백분율)의 압밀도로 나타낸다. 즉 압밀도(degree of consolidation; U)
{\displaystyle {\begin{aligned}U&=\int T_{v}=\int {\frac {C_{v}\cdot t}{H^{2}}}\\&={\frac {e_{1}-e}{e_{1}-e_{2}}}={\frac {{\sigma _{1}}'-\sigma '}{{\sigma _{2}}'-{\sigma _{1}}'}}\\&={\frac {\text{소 산 된  과 잉  간 극 수 압}}{\text{초 기  과 잉  간 극 수 압}}}\\&={\frac {u_{i}-u_{e}}{u_{i}}}=1-{\frac {u_{e}}{u_{i}}}\end{aligned}}}
- t : 압밀 소요 시간
- e, σ : t 시간에서 공극비, 유효 압력
- {\displaystyle e_{1},{\sigma _{1}}'} : 최초의 공극비, 유효 압력
- {\displaystyle e_{2},{\sigma _{2}}'} : 압밀 종료 시 공극비, 유효 압력
- {\displaystyle u_{i}} : 초기의 공극 수압
- {\displaystyle u_{e}} : 임의의 경과 시간 t에 있어서의 공극 수압

위에서와 같은 조건의 점토층에 대해서
{\displaystyle U=1-\sum _{m=0}^{\infty }{{\frac {4e^{-{\frac {\pi ^{2}}{4}}\left(2m+1\right)^{2}T_{v}}}{\pi \left(2m+1\right)}}\sin {{\frac {\pi }{2}}\left(2m+1\right){\frac {z}{H}}}}}
한편, 전체 점토층의 압밀 진행 정도를 평균압밀도로 나타낸다. 평균 압밀도는 다음과 같이 정의된다.
{\displaystyle {\overline {U}}=1-{\frac {\int _{0}^{2H}u_{e}dz}{\int _{0}^{2H}u_{i}dz}}}
위에서와 같은 조건의 점토층에 대해서
{\displaystyle {\overline {U}}=1-\sum _{m=0}^{\infty }{\frac {8}{\pi ^{2}\left(2m+1\right)^{2}}}e^{-{\frac {\pi ^{2}}{4}}\left(2m+1\right)^{2}T_{v}}}
압밀 침하량을 이용해 평균 압밀도를 나타내면 다음과 같다.
{\displaystyle {\overline {U}}={\frac {\Delta H_{t}}{\Delta H}}}
- {\displaystyle \Delta H_{t}} : t 시간 후의 압밀 침하량
- {\displaystyle \Delta H} : 1차 압밀에 의한 최종 침하량

평균압밀도는 시간계수 T의 함수로 나타난다. 이것을 그래프로 그리면 아래와 같다.

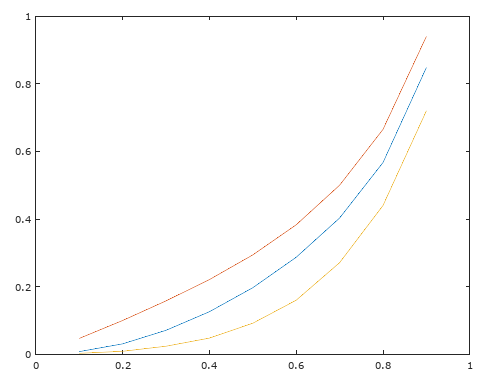
배수 조건에 따른 평균압밀도-시간계수 곡선

- 빨강: 하단 일면 배수
- 파랑: 양면 배수
- 노랑: 하단 일면 배수

## 압밀 시험
흙의 압밀 특성을 압밀 시험을 통해 알 수 있다. 압밀 시험을 통해 흙 시료에 가해지는 하중과 흙 시료 두께의 변형량을 측정을 통해 시간에 대하여 직접적으로 얻는다.
대한민국의 경우 국가 표준(KS F 2316)의 압밀 시험 방법을 제정해두고 있다.

### 압밀 시험 장치

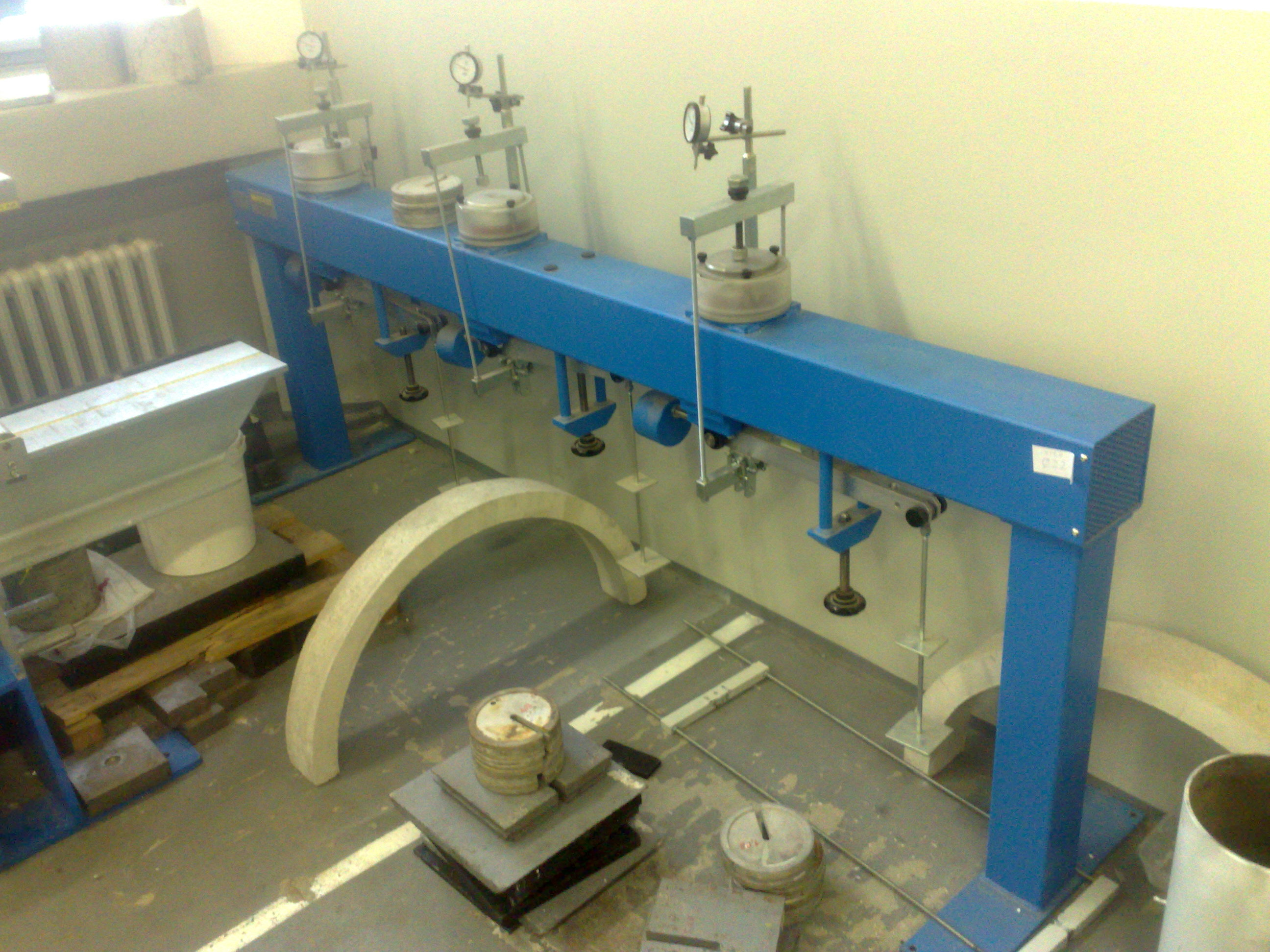
압밀시험장치인 Oedometer

압밀 시험을 위한 장치는 물로 채워진 수침 상자 안에 시료의 횡방향 변위를 구속하는 압밀링과 시료의 상하면을 덮으며 배수를 위한 다공질 판, 하중을 가할 수 있는 가압판, 시료의 두께를 측정할 수 있는 다이얼 게이지 등으로 구성되어 있다.
연직하중 σ1을 가하면 수평하중은 K0σ1이 되어 횡방향 구속이 이루어진다. 여기서 점차 연직하중을 증가시켜 시간과 침하량을 기록한다.

### 시험 절차
1. 압밀링 안에 시료를 위치시키고 다공질판과 가압판으로 덮은 뒤 다이얼 게이지를 읽고 물을 부어 시료를 포화시킨다.
2. 하중을 재하한다. 하중은 0.05, 0.1, 0.2, 0.4, 0.8, 1.6, 3.2, 6.4, (12.8)[주 1]kg/cm²순으로 재하(在荷, load)하면서 시간과 변형량을 기록하는데, 각 하중 단계에서 8초, 15초, 30초, 1분, 2분, 4분, 8분, 15분, 30분, 1시간, 2시간, 4시간, 8시간, 24시간동안 재하한다.
3. 다시 점차 작은 하중으로 제하(除荷, unload)하는데, (6.4), 3.2, 1.6, 0.8, 0.05kg/cm²순으로 하중을 감소시키며 각 하중 단계에서 4시간 동안 흙 시료 두께의 변형량(팽창량)을 측정한다.
4. 0.05kg/cm²하중 4시간 재하가 끝나면 시료를 꺼내 표면수를 닦고 습윤중량을 측정한다.
5. 시료를 건조로에 넣고 건조하여 함수비를 구한다.

### 간극비-압력 곡선(e―log p) 그리는 과정
1. 공극 제외 흙시료 높이 Hs 계산
{\displaystyle H_{s}={\frac {V_{s}}{A}}={\frac {W_{s}}{A\gamma _{s}}}={\frac {W_{s}}{AG_{s}\gamma _{w}}}}
2. 공극만의 초기높이 Hv 계산
{\displaystyle H_{v}=H-H_{s}}
3. 시료 초기 공극비 e0 계산
{\displaystyle e_{0}={\frac {V_{v}}{V_{s}}}={\frac {H_{v}}{H_{s}}}}
4. 첫번째 하중 p1=0.05kgf/cm²을 가했을 때 공극비 변화 Δe1, e1 계산
{\displaystyle \Delta e_{1}={\frac {\Delta H_{1}}{H_{s}}}}
{\displaystyle e_{1}=e_{0}-{\frac {\Delta H_{1}}{H_{s}}}}
5. 두번째 하중 p2=0.1kgf/cm²을 가했을 때 공극비 변화 Δe2, e2 계산
{\displaystyle \Delta e_{2}={\frac {\Delta H_{2}}{H_{s}}}}
{\displaystyle e_{2}=e_{1}-{\frac {\Delta H_{2}}{H_{s}}}}
6. 하중 증가시키며 과정 반복, e―p 또는 e―log p 곡선을 그린다.

#### 압축 지수

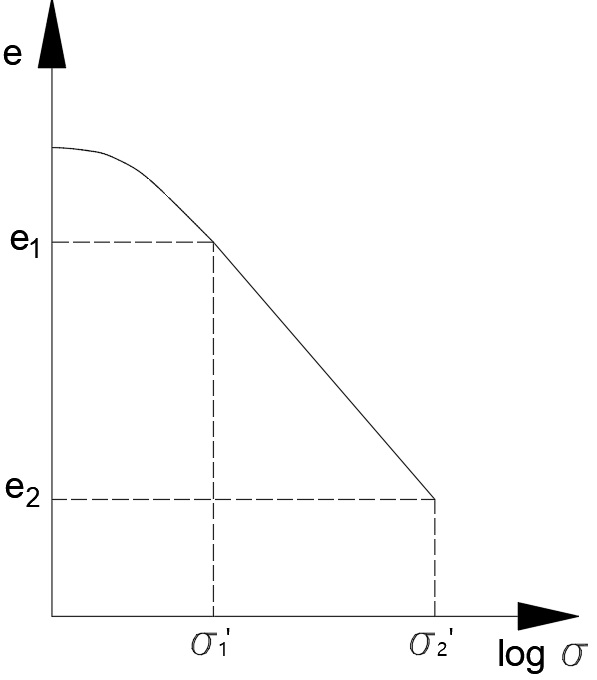
직선부 기울기가 압축 지수

세로축이 e, 가로축이 log σ인 eㅡlog σ 그래프에서 선행하중 σc' 이후 직선부의 기울기를 압축 지수{\displaystyle C_{c}}라고 한다.
{\displaystyle C_{c}={\frac {e_{1}-e_{2}}{\log {\sigma _{2}}'-\log {\sigma _{1}}'}}}
압축지수의 경험식
액성 한계와 압축 지수의 관계는 다음과 같이 나타낼 수 있다. 압밀 시험은 오래 걸리기 때문에 경험식이 생겼다.
{\displaystyle C_{c}=0.007(w_{L}-10)} (교란 점토 시료)
{\displaystyle C_{c}=0.009(w_{L}-10)} (불교란 점토 시료)

### 추가 하중과 간극비
압밀 시험의 결과를 정리하면, 추가 하중 크기의 증가와 감소에 따른 간극비(흙 입자의 부피에 대한 간극의 부피의 비)의 변화를 알 수 있다. 이때, 하중의 크기가 증가함에 따라 간극비는 줄어들며, 하중의 크기가 감소하면 시료의 팽창으로 인하여 간극비가 약간 증가한다. 그러나 다시 하중이 증가하면 간극비는 줄어드는 데, 이때 하중의 증가에 대한 간극비 감소의 비율은 하중 크기가 감소했던 지점까지는 작다가, 하중 크기가 감소했던 지점에 이르면 이전과 같은 비율을 보인다.

### 정규 압밀과 과압밀
흙에 추가 유효 하중이 가해져 압밀이 일어나는 경우, 흙의 응력 이력상 예전에 받았던 하중의 크기보다 현재 가해지는 하중의 크기가 작은지 큰지에 따라서 압밀 특성이 달라진다.
과압밀비, OCR(Over Consolidation Ratio)
흙이 과거에 받았던 최대의 하중(선행압밀하중 ({\displaystyle {\sigma _{c}}'}))과 초기유효상재하중({\displaystyle {\sigma _{0}}'})의 비를 과압밀비로 정의한다.
{\displaystyle OCR={\frac {{\sigma _{c}}'}{{\sigma _{0}}'}}}
과압밀비에 의해서 현재 지반의 상태를 정규압밀상태, 과압밀상태 및 과소압밀상태로 구분할 수 있다.
선행압밀하중
흙이 과거에 받았던 가장 큰 크기의 하중을 선행압밀하중(preconsolidation pressure) 또는 압밀선행하중, 최대 유효상재하중이라고 한다. 선행압밀하중은 Casagrande가 1936에 제시한 방법에 의해 간극비 대 대수로 나타낸 하중 곡선상의 최대 곡률(최소 곡률반경) 점에서 그은 수평선과 접선의 이등분선이 곡선의 직선 부분의 연장선과 만나는 점으로 정한다.

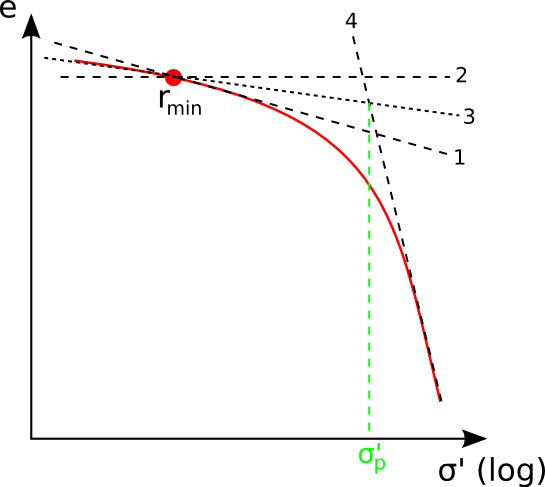
최소 곡률반경점 r_{min}에서 수평선(2)과 접선(1)을 긋는다. 1과 2의 이등분선(3)을 긋는다. 곡선의 직선부분을 연장한 선(4)와 3의 교점을 찾으면, 선행압밀하중 를 찾을 수 있다

정규압밀(NC ; Normal Consolidation)
초기유효상재하중이 선행압밀하중과 같은 크기일 경우의 압밀을 정규 압밀이라 하고, 해당하는 흙을 정규 압밀 점토(normally consolidated clay)라 한다.
{\displaystyle OCR={\frac {{\sigma _{c}}'}{{\sigma _{0}}'}}=1}
정규 압밀 점토는 초기유효상재하중보다 큰 크기의 하중을 경험한 적이 없다.
과압밀(OC ; overconsolidation)
초기유효상재하중보다 선행압밀하중이 큰 경우의 압밀을 과압밀이라고 하며, 그 흙을 과압밀 점토(overconsolidated clay)라 한다.
{\displaystyle OCR={\frac {{\sigma _{c}}'}{{\sigma _{0}}'}}>1}
현재 하중과 추가된 하중의 합이 선행압밀하중보다 작은 경우에 압밀침하가 거의 일어나지 않는다.
과소압밀
초기유효상재하중보다 선행압밀하중이 작은 경우의 압밀을 과소압밀이라고 하며, 그 흙을 과소압밀 점토라 한다.
{\displaystyle OCR={\frac {{\sigma _{c}}'}{{\sigma _{0}}'}}<1}
준설토매립지 또는 강 하구와 같이 느슨하게 퇴적된 점토층의 경우가 과소압밀로 구분할 수 있으며, 이와같은 지반에서는 추가하중 없이도 압밀이 발생할 수 있다.

### 표준압밀시험의 문제점 및 보완대책
- 표준압밀시험은 아래와 같은 이유로 실제 지반의 거동을 완벽하게 재현할 수 없기 때문에 표준압밀시험 결과값들을 활용하기 위해선 신중한 검토가 필요하다.

1. 시료 채취, 운반, 성형 및 시험시에 시료의 교란이 발생한다.
2. 실제 지반은 연속하중을 받지만, 표준압밀 시험시에는 0.05kg/cm2에서 12.8kg/cm2까지 9단계에 걸쳐 단계하중을 받는다.
3. 실제 지반은 3차원적으로 배수가 가능하지만, 표준압밀 시험에서는 연직방향의 배수만 가능하다.
4. 표준압밀 시험시 시료 측면에 마찰이 발생한다.
5. 표준압밀 시험의 재하판은 강성재하판으로 시료에 일정한 응력을 가할 수 없다.
6. 실제 지반의 압밀은 매우 오랜기간에 하중이 가해지지만, 표준압밀 시험에서는 24시간 동안 하중이 가해진다.

- 압밀관련 여러 가지 공식에 활용되는 계수값을 보다 정확하기 구하기 위해서는 표준압밀시험에서 발생할 수 있는 문제점들에 대해 충분한 인식이 있어야 하며, 또한 아래와 같은 보완대책을 마련하여야 한다.

1. 시료 채취, 운반, 성형과정에서의 시료교란을 최소화 한다.
2. 표준압밀시험의 한계성을 극복할 수 있는 시험방법(Rowe Cell 시험등)을 사용한다.

### 현장 압밀곡선
현장에서 채취해 실험실로 가져와 압밀 실험을 하면 어쩔 수 없이 교란이 생긴다. 교란의 영향을 고려해서 현장 압밀 곡선을 그리는 방법이 있다. 정규압밀점토, 과압밀점토 모두 실험실 압밀곡선에서 0.4e0를 찾아 접선부터 그린다.
실험실 압밀 곡선과 현장 압밀 곡선
- 정규압밀점토. {\displaystyle 0.4e_{0}}접선을 {\displaystyle {\sigma _{0}}'={\sigma _{c}}'}까지 연결하고 {\displaystyle e_{0}}까지 수평선을 그으면 현장 압밀곡선
- 과압밀점토. {\displaystyle 0.4e_{0}}접선을 {\displaystyle {\sigma _{c}}'}까지 연결하고, {\displaystyle e_{0}}에서 {\displaystyle {\sigma _{0}}'}까지 수평선을 그어 나머지를 연결하면 현장 압밀곡선.

## 압밀 침하량의 계산

### 1차 압밀 침하량
과잉간극수압이 0이 되면 1차 압밀이 완료된 것이다. 압축지수({\displaystyle C_{c}})와 재압축지수({\displaystyle C_{r}}, 또는 팽창지수 {\displaystyle C_{e}})와 초기 간극비({\displaystyle e_{0}}), 압밀층의 두께(H)가 주어졌다면, (1차원) 1차 압밀 침하량은 다음과 같이 계산된다.
{\displaystyle {\begin{aligned}S_{c}&={\frac {\Delta e}{1+e_{0}}}H={\frac {e_{0}-e_{1}}{1+e_{0}}}H\\&=m_{v}\Delta \sigma H\\\end{aligned}}}
{\displaystyle S_{c}={\frac {C_{c}}{1+e_{0}}}H\log {\frac {{\sigma _{0}}'+\Delta \sigma }{{\sigma _{0}}'}}} (정규 압밀)
{\displaystyle S_{c}={\frac {C_{r}}{1+e_{0}}}H\log {\frac {{\sigma _{0}}'+\Delta \sigma }{{\sigma _{0}}'}}} (과압밀, {\displaystyle {\sigma _{0}}'+\Delta \sigma \leq {\sigma _{c}}'})
{\displaystyle S_{c}={\frac {C_{r}}{1+e_{0}}}H\log {\frac {{\sigma _{c}}'}{{\sigma _{0}}'}}+{\frac {C_{c}}{1+e_{0}}}H\log {\frac {{\sigma _{0}}'+\Delta \sigma }{{\sigma _{c}}'}}} (과압밀, {\displaystyle {\sigma _{0}}'+\Delta \sigma >{\sigma _{c}}'})
과압밀, {\displaystyle {\sigma _{0}}'+\Delta \sigma >{\sigma _{c}}'}인 경우 Cr이 작으므로 1항은 생략 가능하다.
{\displaystyle S_{c}={\frac {C_{c}}{1+e_{0}}}H\log {\frac {{\sigma _{0}}'+\Delta \sigma }{{\sigma _{c}}'}}} (과압밀, {\displaystyle {\overline {p}}_{0}+\Delta {\overline {p}}>{\overline {p}}_{c}}, 1항 생략)

### 2차 압밀 침하량
2차 압밀이란, 1차 압밀이 완료된 후(과잉 공극 수압이 0이 된 후), 흙 구조의 소성적 변형에 의해 압축 변형이 일어나는 것을 말한다. 2차 압밀은 유기질 흙일수록 크다. 무기질 과압밀 점토에서는 2차 압축지수가 매우 작아 무시하는 경우가 많다. 2차 압밀 침하량은 2차 압축지수({\displaystyle C_{a}}), 토층의 두께 H, 1차 압밀 완료 시 공극비 ep가 주어졌을 때, 다음과 같이 계산된다.
{\displaystyle S_{s}={\frac {C_{a}}{1+e_{p}}}H\log {\frac {t_{2}}{t_{1}}}}
- {\displaystyle C_{\alpha }={\frac {\Delta e}{\log {\frac {t_{2}}{t_{1}}}}}}

## 같이 보기
- 침하
- 기초

## 주해
1. ↑  어떤 책에는 12.8 재하, 6.4 제하가 없는 경우도 있음. 이인모 토질역학의 원리 295쪽.

## 참고 문헌
- 김명모, 《토질역학》, 4판, 文運堂, 2000
- 천병식, 《지반공학 -이론과 실제-》, 구미서관, 2002
- 김상규, 《토질역학 -이론과 응용-》, 淸文閣, 2009
- 신은철, 《토질역학》, 3판 구미서관, 1999
- 임진근; 정대석; 허경한; 이동현 (2015). 《토목 과년도시리즈 05 - 토질 및 기초》. 성안당. ISBN 9788931568110.
- 장병욱; 전우정; 송창섭; 유찬; 임성훈; 김용성 (2010). 《토질역학》. 구미서관. ISBN 978-89-8225-697-4.
- 김도열; 김석환; 기완서; 정상국; 이병철 (2009). 《알기쉬운 토질역학》 1판. 구미서관. ISBN 978-89-8225-688-2.
- 산업표준심의회 (2017년 11월 29일). “표준번호: KS F 2316 《흙의 압밀 시험 방법》”. 《e나라표준인증》. 2018년 1월 20일에 확인함.
- T. W. Lambe; R. V. Whitman (2009년 1월 5일). 《토질역학》 1판. 엔지니어즈. 201쪽. ISBN 89-85699-05-9.
- 이인모 (2013). 《토질역학의 원리》 2판. 씨아이알. ISBN 9791156100096.